# Prachtsibia
De prachtsibia (Heterophasia pulchella) is een zangvogel uit de familie Leiothrichidae.

## Verspreiding en leefgebied
Deze soort telt twee ondersoorten:
- H. p. nigroaurita: noordoostelijk India (westelijk en centraal Arunachal Pradesh) en zuidoostelijk Tibet.
- H. p. pulchella: noordoostelijk India (van oostelijk Arunachal Pradesh tot Nagaland), noordelijk Myanmar en zuidelijk-centraal China (westelijk Yunnan).

## Status
De grootte van de populatie is niet gekwantificeerd maar de soort wordt omschreven als schaars tot algemeen. Op de Rode lijst van de IUCN heeft deze soort de status niet bedreigd.